# رون فيليبس
رون فيليبس (بالإنجليزية: Ron Phillips)‏ هو سياسي أسترالي، ولد في 16 مايو 1949. انتخب عضو الجمعية التشريعية نيو ساوث ويلز.